# Andrea Benetti
Andrea Benetti, född 15 januari 1964, är en italiensk målare, författare till manifestet Manifest för Neo-Cave Art som presenterades 2009 under den 53:e Venedigbiennalen, vid Ca' Foscari-universitetet.

## Biografi
Andrea Benetti är en italiensk målare, fotograf och designer, född i Bologna 1964. År 2006 skrev han manifestet för Neo-Cave Art, som han presenterade under den 53:e Venedigbiennalen 2009.
Hans konst är direkt och indirekt influerad av de första formerna av konst skapad av förhistoriska människor. Från de praktiska verken i grottor har Benetti hämtat deras stilistiska egenskaper från ett kreativt perspektiv och skapat verk fyllda av zoömorfa och antropomorfa motiv, geometriska former och abstrakta former i färgfält, som om de skulle skapa en etisk och filosofisk bro mellan förhistorien och nutiden, vilket han betonar genom användning av naturliga färger och tekniker som basrelief och graffiti.
Hans verk finns i de viktigaste nationella och utländska samlingarna (som FN, Vatikanen och Quirinal) och några av hans senaste utställningar inkluderar:
- "Färger och ljud från ursprunget" (Bologna, Palazzo d'Accursio, 2013)[4]
- "La genesi della pittura" (Universitetet i Bari, Palazzo della Posta, 2014)[5]
- "VR60768 · Antropomorf figur" (Rom, Camera dei Deputati, 2015)[6]
- "preHistoria contemporanea" (Universitetet i Ferrara, Palazzo Turchi di Bagno, 2016)[7]
- "Ansikten mot våld" (Bologna, Palazzo d'Accursio, 2017)[8]
- "Timeless shapes" (Bologna, Palazzo della Regione, 2021)[9]
- "Colors in Venice" (Venedig, Palazzo Zaguri, 2023)[10]
- "Prehistoric Wave" (Milano, Spazio ArteAria, 2023)[11]

År 2020 tilldelades konstnären "Neptunuspriset" av staden Bologna.

## Museer och samlingar
Privata och institutionella museer och konstsamlingar som har förvärvat verk av Andrea Benetti:
- FN:s konstsamling (New York, USA)
- Verket: "Mot våld", 2007, 14 × 19 cm, olja och akryl på duk[13]
- Vatikanens konstsamling (Vatikanen)
- Verket: "Hyllning till Karol Wojtyła", 2009, 70 × 50 cm, olja, kakao och akryl på duk[14]
- MACIA – Museo d'Arte Contemporanea Italiana in America (San José, Costa Rica)[15]
- Verket: "Barnlekar", 2008, 60 × 40 cm, olja och henna på duk
- Quirinalens konstsamling · Italienska republikens presidentskap · (Rom, Italien)
- Verket: "Jakt VII", 2010, 50 × 100 cm, olja, henna och akryl på duk[16]
- Palazzo Montecitorio · Italienska parlamentet · Deputeradekammaren (Rom, Italien)
- Verket: "9 november 1989", 2009, 60 × 80 cm, olja och henna på duk[17]
- Universitetet i Ferraras konstsamling (Ferrara, Italien)[18]
- Verket: "Förhistoriska människan från Porto Badisco I", 2016, 50 × 50 cm, paleolitisk avlagring och oxider på duk
- Universitetet i Baris konstsamling (Bari, Italien)[19]
- Verket: "Färja med träd", 2012, 50 × 60 cm, olja, kakao och pigment på duk
- MAMbo · Museo d'Arte Moderna di Bologna (Bologna, Italien)[20]
- Verket: "Lotusblomma", 2008, 60 × 60 cm, olja och henna på duk
- Museion · Museo d'Arte Moderna e Contemporanea di Bolzano (Bolzano, Italien)[21]
- Verket: "Den primitiva instinkten II", 2009, 40 × 30 cm, olja, henna, kakao och akryl på duk
- CAMeC – Centro Arte Moderna e Contemporanea – (La Spezia, Italien)[22]
- Verket: "Grottan med hjortar", 2015, 50 × 50 cm, paleolitisk avlagring och oxider på duk
- F. P. Michettis museum (Francavilla al Mare, Italien)[23]
- Verket: "Tre teser", 2009, 50 × 60 cm, olja, henna och akryl på duk
- Osvaldo Licinis museum (Ascoli Piceno, Italien)[24]
- Verket: "Människor och djur I", 2013, 80 × 60 cm, travertin, akryl och gips på duk
- Lecce kommuns konstsamling (Lecce, Italien)[25]
- Verket: "Konsistensen", 2009, 50 × 70 cm, olja, henna och akryl på duk